# Saser
Saser (iz angleškega izraza Sound Amplification by Stimulated Emission of Radiation) je akustična naprava, ki je analogna laserju (njegovo ima izhaja iz angleškega izraza Light Amplification by Stimulated Emission of Radiation). Podobna naprava je maser (iz angleškega izraza Microwave Amplification by Stimulated Emission by radiation).
Naprava saser proizvaja koherentni žarek ultrazvoka s postopkom, ki je zelo podoben kot v laserju. Imenujejo ga tudi zvočni laser (akustični laser).
Prvi saser je deloval v območju GHz,  prvič so njegovo delovanje prikazali leta 2009. Saserje so razvijali na Univerza v Nottinghamu, na Inštitutu Laškareva za polprevodniško fiziko (v Ukrajini) in na Kalifornijskem tehnološkem inštitutu (Caltech).

## Način delovanja
Saser deluje podobno kot laser. Za razliko od laserjev, ki daje elektromagnetno valovanje oziroma fotone, je osnova delovanja saserjev kreiranje fononov. Fonone ustvarijo v polprevodniku tako, da polprevodniku dodajajo elektrone, ki ustvarjajo fonone, ker so v potencialni jami kristalne mreže. To kreira dodatne fonone, ki vzbujajo elektrone, ki proizvajajo nove fonone. Tako nastane zelo ozek in visokofrekvenčni ultrazvok, ki zapusti napravo.
Saserji imajo zelo široko področje uporabe v znanosti in tehnologiji. .
Primer uporabe so sonografi s pomočjo katerih lahko opazujemo nepravilnosti in napake v materialih. Predvidevajo, da bo možno uporabiti saserje v medicini ter za vojaške namene in v računalništvu.